# Hrabstwo Charles Mix
Hrabstwo Charles Mix (ang. Charles Mix County) – hrabstwo w stanie Dakota Południowa w Stanach Zjednoczonych. Obszar całkowity hrabstwa obejmuje powierzchnię 1150,19 mil² (2978,98 km²). Według szacunków United States Census Bureau w roku 2009 miało 8984 mieszkańców.
Hrabstwo powstało w 1862 roku. Na jego terenie znajdują się następujące gminy (townships):Bryan, Carroll, Choteau Creek, Darlington, Forbes, Goose Lake, Hamilton, Highland, Howard, Jackson, Kennedy, La Roche, Lake George, Lawrence, Lone Tree, Moore, Platte, Plain Center, Rhoda, Roe, Rouse, Signal, Waheheh, White Swan.

## Miejscowości
- Wagner
- Platte
- Lake Andes
- Geddes
- Pickstown
- Ravinia
- Marty (CDP)
- Dante